# Abarema racemiflora
Abarema racemiflora é uma espécie de legume da família das Leguminosae nativa do Costa Rica.

## Sinônimos
- Pithecellobium racemiflorum Donn.Sm.
- Pithecolobium racemiflorum Donn.Sm.
- Punjuba racemiflora (Donn.Sm.) Britton & Rose